# John Stackhouse
John Stackhouse  (1742 — Bath, 22 de novembro de 1819) foi um botânico britânico.